# کلینوکلاز
کلینوکلاز  (به انگلیسی: Clinoclase) با فرمول شیمیایی Cu[(OH)3 - AsO4] از مجموعه کانی هاست و به راحتی ذوب می‌شود-کانی مشابه آن آزوریت است. از کلمات یونانی Klinos به معنای خم شده و Klas یعنی خردشده گرفته شده‌است. دراسیدها و آمونیاک محلول است. به راحتی ذوب می‌شود. CuO:۶۲٫۷۱٪  As2O۵:۳۰٫۱۹٪  H2O:۷٫۱٪  برای اولین بار در انگلستان کشف شد و از نظر شکل بلور: منشوری - پهن و کوتاه - پسودورمبوئدر، رنگ: سبز تیره - سبز متمایل به آبی، شفافیت: شفاف - نیمه شفاف، شکستگی: نامنظم، جلا: شیشه‌ای - صدفی، رخ: بسیارخوب -مطابق با، سیستم تبلور: مونوکلینیک  است  و منشأ تشکیل آن ثانوی است.
همایند کانی‌شناسی (پارانژ) آن آزوریت- تیرولیت- کالکوفیلیت- الیونیت- کورن والیت و غیره است
، از نظر ژیزمان بلوری - آگرگاتهای رشته‌ای و دانه‌ای - پوسته‌ای - اندود تقریباْ کمیاب است و بیشتر در آلمان، چک اسلواکی، انگلستان، شیلی و آمریکا یافت می‌شود.

## منبع
- پردیس کشاورزی ایران